# Togrul beg
Togrul, tudi Toğrül, Tuğril, Tuğrul ali Toghrïl Beg, drugi vladar iz dinastije Turkov Seldžukov, * okrog 990 – † 4. september 1063
Togrul beg je združil turška plemena iz velikih step srednje Azije v plemensko zvezo, ki si je nadela ime po njegovem predniku Seldžuku in osvojil vzhodni Iran. Čez nekaj let je osvojil celo Perzijo, leta 1055 pa še Bagdad in ustanovil Veliki Seldžuški sultanat. Abasidskim kalifom v Iraku je odvzel oblast in sam prevzel poveljstvo nad njihovo vojsko. Z okrepljeno vojsko je začel napadati Bizantinsko cesarstvo in Fatimidski kalifat in širiti meje svojega imperija proti zahodu. 

## Življenjepis
Na oblast je prišel okrog leta 1016. Leta 1025 sta Togrulov brat Čagri beg (Çağrı) in njegov sin Alp Arslan služila Karakanidom iz Buhare. Ko so Karakanide porazili Gaznavidi cesarja Mahmuda, je Togrul pobegnil v Horezm, Alp Arslan pa v Horasan. 
Nekaj let kasneje so Gaznavidi premagali še Togrulovega in Čagrijevega strica v Horasanu, zato sta se oba odpravila v Horasan in leta 1028-1029 osvojila mesti Merv in Nišapur. Vojaške pohode sta nato usmerila prroti Buhari in Balhu. Leta 1037 sta osvojila Ghazni in leto kasneje se je Togrul v Nišapuru okronal za sultana. Leta 1040 sta v Bitki pri Dandanakanu odločilno premagala Mahmudovega sina Mas’uda I in ga prisilila, da jima je prepustil zahodne pokrajine in pobegnil v Lahore. Togrul je potem za guvernerja Horasana postavil Čagrija in preprečil Gaznavidom, da bi ponovno osvojili izgubljena ozemlja, sam pa se je v letih 1040-1044 odpravil osvajat Iransko planoto. Po letu 1054 se je začel v Anatoliji spopadati z Bizantinskim cesarstvom, leta 1054 pa ga je abasidski kalif Al-Qa'im zaprosil, naj ponovno osvoji Bagdad, ki so ga zasedli Fatimidi. V osvojenem Bagdadu je kmalu prišlo do upora bujidske in turkmenske vojske, ki jo je vodil Togrulov pobratim Ibrahim Yinal, in Fatimidi so leta 1058 ponovno osvojili Bagdad. Dve leti kasneje je Togrul upor zadušil, osebno zadušil Ibrahima s tetivo svojega loka in vkorakal v Bagdad.

## Nasledstvo
Togrul je v Raju (Shahr Rey) v današnjem Iranu 4. septembra 1063 umrl brez otrok. Za prestol so se potegovali trije kandidati: nečaka Sulejman in Alp Arslan, sinova Čagri bega, in njun bratranec Kutalmiš, ki je kasneje podpiral Yinalisov upor v Bagdadu. Zmagal je Alp Arslan in 27. aprila 1064 zasedel seldžuški prestol.